# Arabia Saudyjska
Arabia Saudyjska (arab. ‏السعودية‎, trb. As-Su’udijja), Królestwo Arabii Saudyjskiej (‏المملكة العربيّة السّعوديّة‎, trb. Al-Mamlaka al-Arabijja as-Su’udijja) – państwo położone w zachodniej Azji, na Półwyspie Arabskim. Stolica znajduje się w Rijadzie.
Ważniejszymi miastami w Arabii Saudyjskiej są (dane z 2021 roku): Rijad (7 387 817 mieszkańców), Dżudda (4 696 535 mieszkańców), Mekka (2 078 766 mieszkańców), Medyna (1 517 501 mieszkańców), Ad-Dammam (1 279 092 mieszkańców). Arabia Saudyjska graniczy z Jordanią (744 km), Irakiem (814 km), Kuwejtem (222 km), Katarem (60 km), Zjednoczonymi Emiratami Arabskimi (457 km), Omanem (676 km) i Jemenem (1458 km). Arabia Saudyjska podzielona jest na 13 prowincji.

## Geografia
Roślinność występuje tylko w oazach. W Arabii Saudyjskiej panuje gorący i suchy klimat pustynny – zwrotnikowo-kontynentalny. Na zachodzie znajdują się góry Dżabal al-Hidżaz, w których znajduje się najwyższy szczyt Arabii Saudyjskiej – Dżabal as-Sauda mierzący 3132 m. Część centralna jest wzniesiona do 1000–1400 m i łagodnie opada ku Zatoce Perskiej. Na całym obszarze kraju przeważają pustynie kamieniste i pustynie piaszczyste poprzecinane wyschniętymi korytami rzek. Największymi pustyniami są: Wielki Nefud, Mały Nefud, Ar-Rub al-Chali (największa pustynia piaszczysta na Ziemi). Wybrzeże Morza Czerwonego jest skaliste ze stromymi urwiskami ograniczającymi pas nadbrzeżnej równiny Tihama. Wzdłuż wybrzeża znajduje się rafa koralowa. Wybrzeże Zatoki Perskiej jest płaskie, zabagnione i piaszczyste. Przy wybrzeżu znajdują się liczne przybrzeżne wysepki i rafy koralowe. Temperatura w styczniu wynosi od 10 °C (północ) do 18 °C (południe), a w lipcu od 30-35 °C do 50 °C. Na północy pojawiają się przygruntowe przymrozki, a nawet mrozy. Opady są sporadyczne, głównie w półroczu zimowym. Średnia roczna suma opadów nie przekracza 100 mm. Często pojawiają się burze piaskowe. W górach Asir od wysokości 1000 metrów zaznaczają się cechy monsunowe. W Arabii Saudyjskiej nie ma stałych wód powierzchniowych – w kraju występują liczne pozostałości starych koryt rzecznych (tzw. wadi). Na zachodzie znajdują się nieliczne rzeki okresowe.

## Historia

### Przed powstaniem królestwa
Pierwsze organizmy państwowe na Półwyspie Arabskim powstały na przełomie VIII i VII w. p.n.e. (m.in. królestwo Saby). Ok. IV w. p.n.e. zaczęła podupadać cywilizacja południowych Arabów. Przyczyną upadku było przejęcie monopolu na handel z Indiami przez Rzymian. Pomimo prób Rzymianie nie przejęli kontroli nad Półwyspem Arabskim (w 24 r. p.n.e. odbyła się nieudana wyprawa Aeliusza Gallusa).
W I w. n.e. powstało królestwo Nabatejczyków, w III w. Palmyry, na przełomie V i VI w. Ghassanidów (obecnie Syria). Królestwo Ghassanidów znalazło się pod wpływem Cesarstwa Bizantyńskiego. Do VII w. dominującą religią było chrześcijaństwo nestoriańskie. Osłabienie i w konsekwencji upadek państw południowej Arabii przyczynił się do powrotu znacznej części ludności do koczowniczego trybu życia. W Arabii Centralnej pierwsze formy państwowości pojawiły się VII w. Wcześniej panował ustrój plemienny oparty na więzach krwi i poczuciu solidarności plemiennej. W tym okresie rozwinęły się nieliczne miasta: Mekka, Jasrib (obecnie Medyna), At-Taif jako centra handlowe. W Arabii Centralnej ludność wyznawała głównie religie politeistyczne (patrz: religia arabska).
W VII w. na Półwyspie Arabskim pojawiła się nowa religia monoteistyczna – islam. Ok. 610 roku prorok Mahomet doznał pierwszego objawienia Koranu. Nowa religia nie zdobyła dużego poparcia wśród mieszkańców Mekki. W 622 roku Mahomet wraz ze swoimi zwolennikami udali się z Mekki do Jasribu (hidżra). Miasto zmieniło nazwę na Madinat an-Nabi. W Medynie Mahomet przystąpił do organizowania teokratycznego państwa, którego stał się przywódcą. W 630 roku pokonał Kurajszytów w Mekce. Mahomet zmarł w 632 roku – w chwili jego śmierci Półwysep Arabski był zjednoczony pod sztandarem nowej religii. Po śmierci Mahometa, jego uczniowie poszerzyli granice muzułmańskiego państwa poza Arabię, podbijając ogromne obszary (od Półwyspu Iberyjskiego na zachodzie do Pakistanu na wschodzie) w ciągu kilku dekad. W latach 661-750 władzę sprawowała dynastia Umajjadów, a w latach 750-1258 dynastia Abbasydów.
W X w. plemiona Półwyspu Arabskiego zaczęły uwalniać się od centralnej władzy Abbasydów. W ciągu następnych wieków wyłoniły się różne księstwa (emiraty), m.in. Al-Hidżaz (ze świętymi miastami islamu, czyli  Mekką i Medyną), Asir, Al-Hasa, Dżabak Szammar. Większość emiratów była kontrolowana przez sułtanów tureckich (do XIV w.). Panujący w latach 1726–1765 Nadżdu-Muhammad ibn Saud zjednoczył plemiona arabskie. Nadżdu-Muhammad ibn Saud był uczniem Muhammada Ibn Abd al-Wahhaba – teologa, twórcy wahhabizmu. Nadżdu-Muhammad ibn Saud założył panującą do dziś dynastię saudyjską. Ok. 1887 roku państwo saudyjskie przestało istnieć.

### XX i XXI wiek
W 1902 roku Abd al-Aziz ibn Su’ud odzyskał dawną stolicę Saudów. W 1913 roku Abd al-Aziz ibn Su’ud zdobył Al-Hasę. W czasie I wojny światowej Arabia Saudyjska zachowała neutralność (pomimo nacisków Turcji i Wielkiej Brytanii), choć położone na zachodzie dzisiejszej Arabii Saudyjskiej Królestwo Hidżazu i plemiona będącego jego sojusznikami wspomogły ententę biorąc udział w powstaniu arabskim. W 1921 roku Arabia Saudyjska pokonała rządzony przez dynastię Raszydytów Emirat Dżabal Szamar, zaś saudyjski monarcha przyjął tytuł sułtana Nadżdu i Krajów Zależnych. W 1922 roku Arabia Saudyjska zawarła umowę o granicach z Irakiem i Kuwejtem (wówczas mandatami brytyjskimi). W latach 1924–1925 Abd al-Aziz ibn Su’ud prowadził wojnę z Haszymidami (popieranymi przez Wielką Brytanię), przyłączył Al-Hidżaz i w 1927 roku został wybrany na króla Al-Hidżazu, Nadżdu i Krajów Zależnych, uzyskując uznanie międzynarodowe. W latach 1929–1930 Abd al-Aziz ibn Su’ud stłumił bunty plemienne i rozwiązał bractwa wahhabitów. Również w pierwszej połowie lat 30. XX wieku w wyniku wojny saudyjsko-jemeńskiej monarcha powiększył terytorium Arabii Saudyjskiej o Nadżrat i Asir. W 1932 roku kraj zmienił nazwę na Królestwo Arabii Saudyjskiej.
Po zmianie nazwy państwa król rozpoczął budowę państwa religijnego, opartego na prawie islamskim (szariacie). Abd al-Aziz ibn Su’ud utworzył regularną armię oraz aparat administracji państwowej. W 1933 roku koncerny amerykańskie uzyskały koncesję na poszukiwania i eksploatację złóż ropy naftowej. W 1947 roku powstał koncern Aramco odpowiedzialny za wydobycie ropy na terenie całego państwa. Arabia Saudyjska nie brała udziału w II wojnie światowej, ale zerwała stosunki dyplomatyczne z III Rzeszą (1941) i Włochami (1942). W 1945 roku Arabia Saudyjska została członkiem ONZ.
W 1953 roku zmarł Abd al-Aziz ibn Su’ud – następcą tronu został Su’ud ibn Abd al-Aziz Al Su’ud. W 1956 roku Arabia Saudyjska zerwała stosunki dyplomatyczne z Wielką Brytanią, Francją i Izraelem po ataku tych państw na Egipt (kryzys sueski). W latach 1956–1957 Arabia Saudyjska wstrzymała sprzedaż ropy naftowej do Wielkiej Brytanii, Francji i Izraela. W 1962 roku doszło do zbrojnej interwencji Arabii Saudyjskiej w Jemenie po stronie monarchistów i pojawiły się napięcia w stosunkach z Egiptem (popierającym republikanów). Pięć lat później podpisano porozumienie, które zakończyło wojnę w Jemenie.
W 1960 roku w Bagdadzie założono Organizację Państw Eksportujących Ropę Naftową (OPEC), której Arabia Saudyjska jest członkiem założycielem.
Su’ud ibn Abd al-Aziz Al Su’ud abdykował w 1964 roku – następcą tronu został Fajsal ibn Abd al-Aziz Al Su’ud. W 1967 roku Arabia Saudyjska udzieliła pomocy finansowej Egiptowi i Jordanii jako ofiarom III wojny izraelsko-arabskiej. Za panowania Fajsala doszło do umocnienia Arabii Saudyjskiej na arenie międzynarodowej. W 1974 roku kraj zawarł porozumienie z emiratem Abu Zabi kończące spór graniczny. W 1979 roku Arabia Saudyjska zerwała stosunki dyplomatyczne z Egiptem w wyniku zawarcia układu pokojowego egipsko-izraelskiego.
W 1975 roku został zamordowany Fajsal II – następcą tronu został Chalid ibn Abd al-Aziz Al Su’ud. W 1979 roku wybuchły masowe protesty społeczne przeciwko monarchii.
Po śmierci Chalid ibn Abd al-Aziz Al Su’uda w 1982 roku tron objął Fahd ibn Abd al-Aziz Al Su’ud. W latach 80. Arabia Saudyjska udzieliła wsparcia finansowego Irakowi toczącego wojnę z Iranem. Lata 80. przyniosły duży wzrost gospodarczy wynikający z wykorzystania dochodów z ropy naftowej.
W 1990 roku Arabia Saudyjska potępiła aneksję Kuwejtu przez Irak. Obawiając się ataku, Arabia Saudyjska zezwoliła na koncentrację wojsk państw sprzymierzonych na swoim terytorium oraz przyłączyła się do wojny przeciwko Irakowi, dostarczając wojska, funduszy i sprzętu. W marcu 1992 roku powstała Rada Konsultacyjna oraz uchwalono ustawę zasadniczą. Po zamachach terrorystycznych z 11 września 2001 roku powstał urząd do zbierania informacji o obywatelach podejrzanych o terroryzm. W 2003 roku Arabia Saudyjska nie poparła interwencji zbrojnej koalicji antyterrorystycznej w Iraku. W 2005 roku odbyły się pierwsze lokalne wybory.
W 2005 roku tron objął Abd Allah ibn Abd al-Aziz Al Su’ud – po jego śmierci w 2015 roku władzę sprawuje Salman ibn Abd al-Aziz Al Su’ud.
27 stycznia 2011 roku w Arabii Saudyjskiej wybuchły protesty społeczne. Podczas protestów nieznany 65-latek dokonał samospalenia – był to pierwszy taki przypadek w historii królestwa.
13 grudnia 2015 roku odbyły się wybory samorządowe. Po raz pierwszy w historii Arabii Saudyjskiej dopuszczono kobiety do wyborów. 2 stycznia 2016 roku w Arabii Saudyjskiej przeprowadzono masową egzekucję 47 osób podczas których stracono Nimr an-Nimra. Śmierć Nimr an-Nimra zaostrzyła stosunki z Iranem – podczas protestów w Iranie manifestujący zaatakowali placówki dyplomatyczne. W wyniku tego Arabia Saudyjska zerwała stosunki dyplomatyczne z Iranem.

## Podział administracyjny
Arabia Saudyjska jest podzielona na 13 prowincji (mintaqah).
| Podział administracyjny AS |    | Nazwa arabska   | Nazwa polska           |
| -------------------------- | -- | --------------- | ---------------------- |
| Podział administracyjny AS | 1  | الباحة          | Al-Baha                |
| Podział administracyjny AS | 2  | الحدود الشمالية | Al-Hudud asz-Szamalija |
| Podział administracyjny AS | 3  | الجوف           | Al-Dżauf               |
| Podział administracyjny AS | 4  | المدينه         | Medyna                 |
| Podział administracyjny AS | 5  | القصيم          | Al-Kasim               |
| Podział administracyjny AS | 6  | الرياض          | Rijad                  |
| Podział administracyjny AS | 7  | الشرقية         | Prowincja Wschodnia    |
| Podział administracyjny AS | 8  | عسير            | Asir                   |
| Podział administracyjny AS | 9  | حائل            | Ha’il                  |
| Podział administracyjny AS | 10 | جيزان           | Dżazan                 |
| Podział administracyjny AS | 11 | مكة المكرمة     | Mekka                  |
| Podział administracyjny AS | 12 | نجران           | Nadżran                |
| Podział administracyjny AS | 13 | تبوك            | Tabuk                  |

## Polityka i prawo

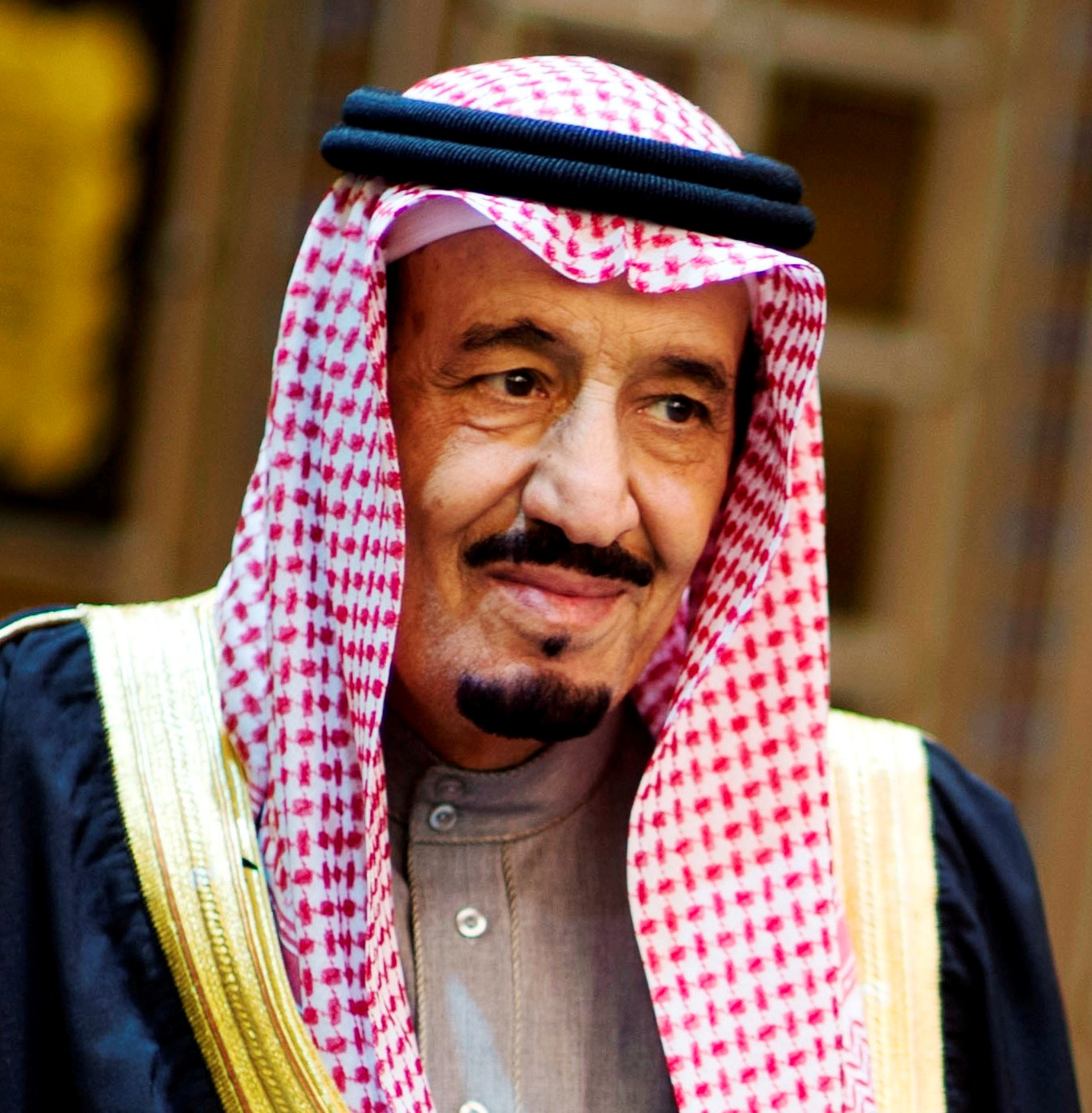
Król Arabii Saudyjskiej Salman ibn Abd al-Aziz Al Su’ud.

Arabia Saudyjska jest jedną z nielicznych obecnie na świecie monarchii absolutnych. Krajem rządzi król i premier Salman ibn Abd al-Aziz Al Su’ud, noszący też tytuł „Strażnika Dwóch Świątyń”. Rolę konstytucji pełni ustawa zasadnicza nadana przez króla Fahda w 1992 roku, określająca uprawnienia rządu oraz obowiązki króla. Organem doradczym króla jest 150-osobowa Rada Konsultacyjna, a organem władzy wykonawczej jest rząd, na czele którego stoi król. Kobiety według założeń mają stanowić 20% tej Rady. Obowiązuje kilka kodeksów cywilnych opartych na sunnickim prawie szariatu (prawo islamskie). Działalność partii politycznych jest zakazana.
W Arabii Saudyjskiej obecne są kara śmierci, chłosta i tortury. Organizacja Freedom House zaliczyła Arabię Saudyjską do grupy państw, w których systematycznie łamie się prawa człowieka. Kara śmierci grozi za zabójstwo, uczestnictwo w proteście politycznym, gwałt, apostazję, rozbój, przestępstwa narkotykowe, przejawianie skłonności homoseksualnych i czary.

## Ludność
| Statystyki demograficzne (2020-2022) | Statystyki demograficzne (2020-2022) |
| ------------------------------------ | ------------------------------------ |
| Liczba ludności                      | 32 175 224                           |
| Ludność według wieku                 |                                      |
| 0-4 lat                              | 8,01%                                |
| 5-14 lat                             | 16,5%                                |
| 15-24 lat                            | 14,96%                               |
| 25-54 lat                            | 52,75%                               |
| 55-64 lat                            | 5,11%                                |
| 65-79 lat                            | 2,19%                                |
| 80+                                  | 0,48%                                |
| Średnia wieku                        |                                      |
| W całej populacji                    | 29 lat                               |
| Mężczyzn                             | 30,4 lat                             |
| Kobiet                               | 26,8 lat                             |
| Przyrost naturalny                   | 1,46%                                |
| Współczynnik urodzeń                 | 17,47 urodzeń/1000 mieszkańców       |
| Współczynnik zgonów                  | 2,86 zgonów/1000 mieszkańców         |
| Współczynnik migracji                |                                      |
| w 2020                               | -33,3 migrantów/1000 mieszkańców     |
| w 2021                               | -4,88 migrantów/1000 mieszkańców     |
| w 2022                               | 0,9 migrantów/1000 mieszkańców       |
| Ludność według płci                  |                                      |
| przy narodzeniu                      | 1,05 mężczyzn/kobietę                |
| poniżej 15 lat                       | 1,04 mężczyzn/kobietę                |
| 15-24 lat                            | 1,09 mężczyzn/kobietę                |
| 25-54 lat                            | 1,52 mężczyzn/kobietę                |
| 55-64 lat                            | 1,61 mężczyzn/kobietę                |
| powyżej 65 lat                       | 1,12 mężczyzn/kobietę                |
| Umieralność niemowląt                |                                      |
| W całej populacji                    | 5,7 śmiertelnych/1000 żywych         |
| płci męskiej                         | 5,9 śmiertelnych/1000 żywych         |
| płci żeńskiej                        | 5,6 śmiertelnych/1000 żywych         |
| Oczekiwana długość życia             |                                      |
| W całej populacji                    | 77,9 lat                             |
| Mężczyzn                             | 75,3 lat                             |
| Kobiet                               | 80,9 lat                             |
| Średnia długość życia                |                                      |
| W całej populacji                    | 77,9 lat                             |
| Mężczyzn                             | 75,3                                 |
| Kobiet                               | 80,9                                 |
| Śmiertelność                         | 2,86/1000                            |
| Rozrodczość                          | 2,43 urodzeń/kobietę                 |
| Współczynnik dorosłych z HIV/AIDS    | < 0,1%                               |
| Urbanizacja                          | 96%                                  |

Pierwotną i dominującą ludność Arabii Saudyjskiej stanowią Arabowie. W 2022 roku mieszkało 32 175 224 osób. Pod względem liczby ludności jest to drugi (po Iraku) największy kraj na Półwyspie Arabskim. Populacja Arabii Saudyjskiej gwałtownie wzrosła po 1950 roku, kiedy liczba ludności wynosiła ok. 3 mln. Przez większą część XX wieku w kraju tym notowano wskaźnik wzrostu populacji w wysokości 3%, co czyni go jednym z największych na świecie. Religią państwową jest islam (93%). Wyznawanie innej religii poza islamem jest zazwyczaj karane. Najwięcej ludności zamieszkuje wybrzeża Zatoki Perskiej i Morza Czerwonego (81% ogółu ludności). Gęstość zaludnienia wynosi 16,72 mieszkańców na 1km². Przyrost naturalny wynosi 1,46%. Społeczeństwo jest bardzo młode, niemal 25% nie ukończyło 14 roku życia. Pod względem etnicznym 90% ludności to Arabowie, a 10% stanowią Afroarabowie. Oprócz rdzennych mieszkańców Półwyspu Arabskiego kraj zamieszkuje ponad 10 milionów cudzoziemców. Są to liczni przybysze z Pakistanu, Etiopii czy Filipin. Liczba Filipińczyków sięga około miliona. Jeszcze na początku lat 60. XX wieku populację niewolników w Arabii Saudyjskiej (niewolnictwo zniesiono tam w 1962 roku) szacowano na 300 tysięcy osób.

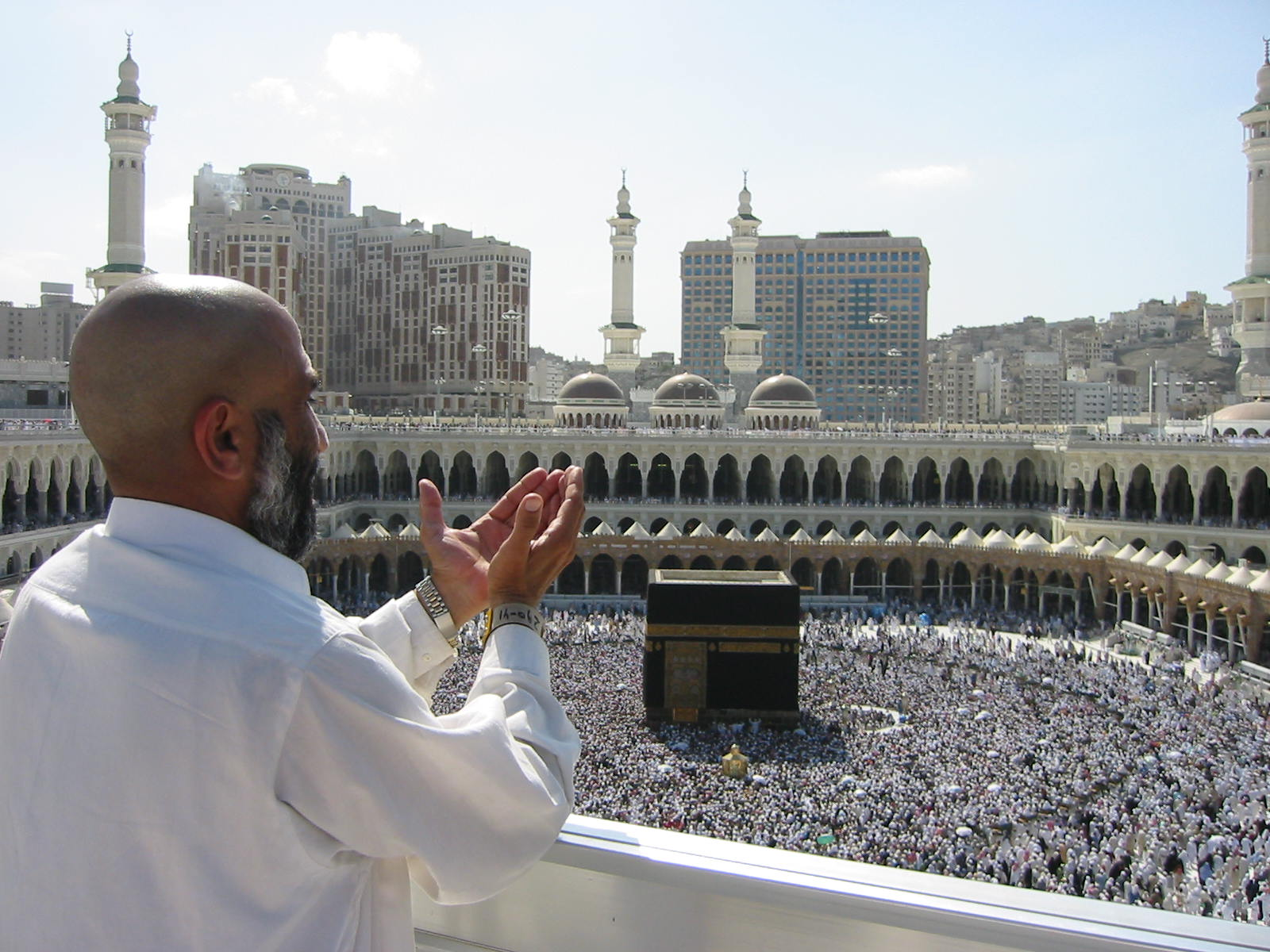
Pielgrzym w Świętym Meczecie, Mekka

## Religia i obyczaje
Zdecydowana większość mieszkańców wyznaje islam; 75-85% sunnizm, 15-25% szyizm. W Arabii Saudyjskiej mieszkają także chrześcijanie (zagraniczne placówki dyplomatyczne i rodzimi konwertyci). Ustawa zasadnicza nie zapewnia wolności religijnej. W kraju działa Komitet Krzewienia Cnót i Zapobiegania Złu (pot. Muttawa) odpowiedzialny za walkę z innymi religiami (uwzględniając niewahhabickie interpretacje islamu jak sufizm czy szyizm). Działalność Muttawy jest krytykowana przez wiele organizacji międzynarodowych. Przestępstwa przeciwko islamowi sunnickiemu karze się chłostą, obcinaniem kończyn lub egzekucją.
Struktura religijna w 2018 roku, według World Christian Database:
- muzułmanie – 92,2%,
- chrześcijanie – 4,2%:
  - katolicy – 3,7%,
  - prawosławni – 0,15%,
  - pozostali (protestanci, zielonoświątkowcy, niezależni i inni) – 0,35%,
- hinduiści – 2%,
- brak religii – 0,68%,
- buddyści – 0,34%,
- tradycyjne religie plemienne – 0,19%,
- bahaiści – 0,02%,
- inne religie – 0,34%.

## Gospodarka
Gospodarka opiera się na wydobyciu i przetwórstwie ropy naftowej. Dochody ze sprzedaży ropy służą do rozwoju przemysłu, rolnictwa, infrastruktury komunikacyjnej, budownictwa miejskiego, infrastruktury społecznej (służba zdrowia, oświata). W 2007 roku udział przemysłu i budownictwa wyniósł 61,8%, rolnictwa 3%, usług 35,2%. PKB na osobę wyniósł 20,7 tys. dolarów amerykańskich.
Największe złoża ropy naftowej znajdują się na wybrzeżu i w szelfie Zatoki Perskiej. Szacuje się, że Arabia Saudyjska posiada 25-30% światowych zasobów ropy. Arabia Saudyjska zajmuje pierwsze miejsce na świecie w wydobyciu ropy naftowej. W latach 80. ograniczono wydobycie ropy naftowej w celu stabilizacji cen tego surowca na światowych rynkach. W Arabii Saudyjskiej wydobywa się także gaz ziemny, sól kamienną, złoto oraz surowce skalne. Złoża rud metali, uranu i fosforytów nie są wydobywane. Silnie rozwinął się przemysł rafineryjny i petrochemiczny. Po 1975 roku przeznaczono duże nakłady finansowe na hutnictwo żelaza i aluminium, przemysł maszynowy, materiałów budowlanych, nawozów sztucznych, spożywczy. W Al-Dżubajl znajduje się największa na świecie odsalarnia wody morskiej. Duże zakłady przemysłowe należą do państwa.
Niecałe 2% powierzchni kraju stanowią obszary uprawne. Do nawadniania gruntów wykorzystuje się odsoloną wodę morską oraz nowoczesne metody produkcji. Arabia Saudyjska jest samowystarczalna w produkcji pszenicy (nadwyżki trafiają pod eksport), drobiu, warzyw, mleka. Uprawia się ponadto proso, sorgo, jęczmień, palmę daktylową, owoce cytrusowe. Hoduje się kozy, owce, wielbłądy, drób i bydło. Na Morzu Czerwonym poławia się ryby, korale i perły. W wyniku skażenia Zatoki Perskiej w 1991 roku zanikły tam połowy.
Sieć dróg jest bardzo dobrze rozwinięta. W kraju znajdują się trzy międzynarodowe lotniska. Ogromne znaczenie mają porty wywozowe ropy naftowej.

## Organizacje międzynarodowe
Arabia Saudyjska jest jednym z państw założycielskich Organizacji Narodów Zjednoczonych, Ligi Państw Arabskich oraz Organizacji Krajów Eksportujących Ropę Naftową. Ponadto jest też członkiem Międzynarodowej Agencji Energii Atomowej, Międzynarodowej Organizacji Pracy, Międzynarodowego Banku Odbudowy i Rozwoju, Międzynarodowego Funduszu Walutowego, Organizacji Arabskich Krajów Eksportujących Ropę Naftową, Rady Współpracy Zatoki Perskiej i Światowej Organizacji Handlu.

## Edukacja
Ustawa zasadnicza z 1992 roku zapewnia bezpłatną edukację dla mieszkańców Arabii Saudyjskiej.

## Służba zdrowia
Wkrótce po powstaniu Królestwa Arabii Saudyjskiej w 1932 r., jedną z pierwszych inicjatyw Króla Abdul Aziza Bin Abdul Rahmana Al-Sauda było poprawienie stanu opieki zdrowotnej zarówno dla obywateli saudyjskich, jak i pielgrzymów, którzy przybywają do Arabii Saudyjskiej w celu odwiedzenia świętych miejsc islamu. W Arabii Saudyjskiej istnieje bezpłatna służba zdrowia.

## Turystyka
Turystyka na terytorium Arabii Saudyjskiej jest w dużym stopniu ograniczona. Przyczyniają się do tego m.in. wahhabickie ograniczenia obyczajowe (chociażby niemożliwość korzystania z kąpieli na plażach przez kobiety), służby policyjne i bardzo restrykcyjna polityka wizowa. Większość turystów stanowią pielgrzymi odwiedzający Mekkę (każdy muzułmanin ma obowiązek przynajmniej raz w życiu odbyć pielgrzymkę do Mekki – tzw. hadżdż).

## Siły zbrojne
Arabia Saudyjska dysponuje trzema rodzajami sił zbrojnych: siłami lądowymi, marynarką wojenną oraz siłami powietrznymi. Wojska saudyjskie liczą 480 tys. żołnierzy zawodowych. Według rankingu Global Firepower (2021) saudyjskie siły zbrojne stanowią 17. siłę militarną na świecie, z rocznym budżetem na cele obronne w wysokości 48,5 mld dolarów (USD).